# 観兵式

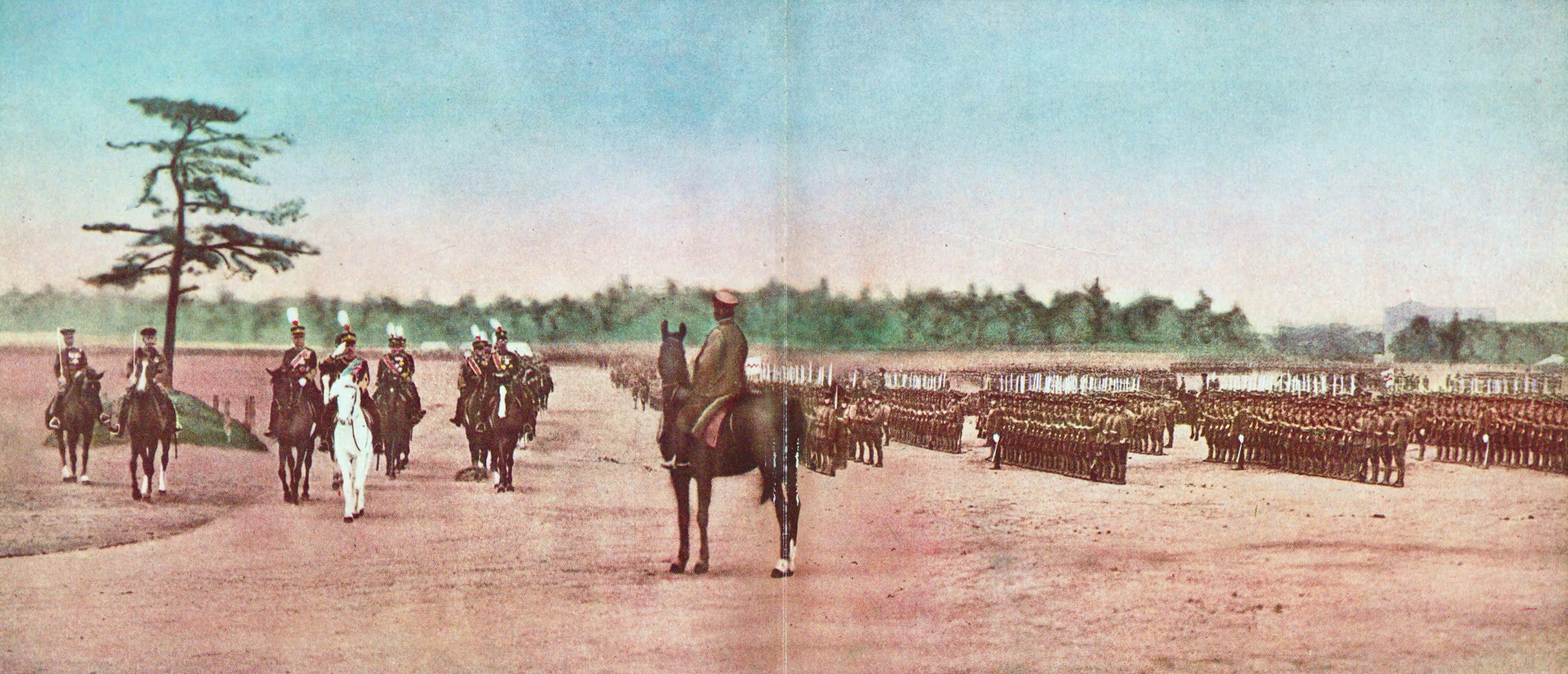
白雪に跨り閲兵する昭和天皇

観兵式（かんぺいしき）は、国家元首などへのお披露目や内外への示威目的で行われ、兵士・兵器のパレードや戦闘機の演示飛行を伴う国家や軍隊の儀式。「軍事パレード」とも呼ばれる。海軍では、観艦式が相当する。
19世紀後半までの軍隊では行進と戦闘が分かちがたく結びついていたが、今日の観兵式はそのほとんどが国家や軍の記念行事として行われる。国家元首の個人的なイベントとして行われることもある。

## 中国
古代から君主の前で軍のパレードが行われていた。
三国志によると、建安5年（200年）に呉で観兵式が行われたが、呉の大皇帝孫権は軍の統廃合を考えていたため、呂蒙は自らが指揮する兵に赤い服装を身に付けさせることで関心を引き削減を免れたという。

## 日本
武家の行事として騎馬を集めてその優越を競いあう「馬揃え」があった。

### 日本陸軍
大日本帝国陸軍の観兵式は、天長節祝日、また、陸軍始（仕事始めの後の1月8日）、その他とくに規定または命令があるときに行われていた。
閲兵式と分列式に分かれ、軍部隊が整列し、閲兵を受け、のち分列行進してその威容を示す。天皇・皇族および元帥・陸軍大臣・参謀総長・教育総監・軍司令官・陸軍大将・特命検閲使となった将官、衛戍司令で将官である上官および軍隊の長である将官に対して行われ、東京衛戍地では、大元帥（=天皇）の行幸を仰いで挙行され、大元帥は軍隊の敬礼を受ける。
地方では、所在地の最高団隊長に対して行われる。

観兵式は、天長節と陸軍始に行われるが、"特別大演習"（軍事演習）の終了ののちは出動部隊が大元帥に対してこれを行い、もし大元帥の統監が無い場合はその統監である将官に対してこれを行うのが例である。